# 烏鬼井
烏鬼井位於臺南市北區，於1985年11月27日公告為三級古蹟。據說是荷蘭東印度公司命令印尼班達島土人所蓋，而因為班達島土人膚色黝黑又頗識水性，遂被稱作「烏鬼」，井名也因此而來。

## 沿革
烏鬼井位於臺灣府城鎮北坊水仔尾北邊，約在1653年時為荷蘭東印度公司所鑿。因砌以林投，所以又名林投井。其水源豐沛，常為往來商船所用。
到了乾隆時期，該井改砌磚壁，直徑為1.85公尺，深3.48公尺，而水位常保在地下57公分處。到了日治時期，該井一度被填土掩埋，直到民國四十四年（1955年）才由臺南市文獻委員會勘考挖掘並修復，供附近居民使用。然而隨著自來水的普及，該井便不再使用，並且為了安全因素而加上水泥蓋。
民國七十四年（1985年），內政部公告指定烏鬼井為臺閩地區第三級古蹟，今臺南直轄市定古蹟。

## 外部連結
- 臺南市政府觀光旅遊局——烏鬼井 （页面存档备份，存于）
- 臺南研究資料庫——烏鬼井